# Brachythemis lacustris
Brachythemis lacustris is een echte libel uit de familie van de korenbouten (Libellulidae). De wetenschappelijke naam van de soort werd in 1889 als Trithemis lacustris gepubliceerd door William Forsell Kirby.
De soort staat op de Rode Lijst van de IUCN als niet bedreigd, beoordelingsjaar 2015.